# Iowa Writers' Workshop
El Programa en Escritura Creativa,  en inglés Iowa Writers' Workshop', de la Universidad de Iowa en Iowa (Iowa), es una maestría en escritura creativa en los Estados Unidos. La escritora Lan Samantha Chang es la actual directora del taller.
El programa empezó en 1936, con la reunión de poetas y escritores de ficción bajo la dirección de Wilbur Schramm. Los graduados obtienen una Maestría en Bellas Artes en inglés; Iowa fue el primer programa en el país en ofrecer este grado.
El programa tiene un currículo mínimo, requiere que los estudiantes tomen parte en un pequeño número de clases cada semestre, incluyendo el Taller de Ficción de Graduados o el Taller de Poesía de Graduados, y tal vez uno o dos seminarios de literatura adicionales. Los modestos requerimientos curriculares tienen la intención de prepara al estudiante, en cierto sentido, para las realidades de la escritura profesional, donde la disciplina es piedra angular.
El programa gira alrededor de los Talleres de Graduados que se reúnen una vez a la semana. Por cada clase de tres horas, un pequeño número de estudiantes habrán enviado material con anticipación para ser leído y criticado por sus compañeros. La clase en sí misma consiste en una discusión de mesa redonda durante la cual la clase y el instructor ofrecen impresiones, observaciones, y análisis sobre cada pieza. Las especificidades de como la clase se lleva varían de profesor a profesor, y entre talleres de Poesía y Ficción. El resultado ideal del proceso es no solo que el autor tenga visiones de las fuerzas y debilidades de su propio trabajo, sino que la clase en su totalidad provea alguna luz, general o específica, del proceso de escritura.
Los alumnos del Iowa Writers' Workshop han ganado una docena de Premios Pulitzer (recientemente Marilynne Robinson en ficción en 2005, y Michael Cunningham en ficción y Mark Strand en poesía, ambos en 1999), así como numerosos National Book Awards y otros importantes honores literarios. Cuatro Laureados Poetas de los EE. UU. han sido graduados del Taller. En el 2003, el Taller recibió una Medalla Nacional de Humanidades del Fondo Nacional para las Humanidades. Fue la primera Medalla otorgada a una universidad, y sólo la segunda dada a una institución en lugar de a un individuo.

## Premios Puliltzer de Graduados
El Writers' Workshop de la Universidad de Iowa tiene 25 Premios Pulitzer afiliados y ganados por diversos profesores y graduados, y más de 40 atribuidos a graduados y a la facultad de la Universidad de Iowa.
Los graduados del Writers' Workshop han producido 13 Premios Pulitzer desde 1947.

### Ficción
- Robert Penn Warren, Premio Pulitzer de 1947 por Todos los Hombres del Rey, antiguo miembro de la facultad.
- Wallace Stegner, Premio Pulitzer de 1972 por Ángulo de Reposo, MA, 1932; PhD, Inglés, 1935.
- James Alan McPherson, Premio Pulitzer de 1977 por Elbow Room, MFA, 1969; miembro de la facultad.
- John Cheever, Premio Pulitzer de 1979 por Las Historias de John Cheever, antiguo miembro de la facultad.
- Jane Smiley, Premio Pulitzer de 1992 por Mil Acres, MA, 1975; MFA, English, 1976; PhD, Inglés, 1978.
- Philip Roth, Premio Pulitzer de 1998 por Pastoral Americano, antiguo miembro de la facultad.
- Michael Cunningham, Premio Pulitzer de 1999 por Las Horas, MFA, Inglés, 1980.
- Marilynne Robinson, Premio Pulitzer de 2005 por Gilead, miembro de la facultad.

### Periodísticos
- Tracy Kidder, Premio Pulitzer de 1982 en no-ficción general por El Alma de la Nueva Máquina, MFA, 1974.

### Poesía
- Robert Lowell, Premio Pulitzer de 1947 por El Castillo de Lord Weary, Premio Pulitzer de 1974 por El Delfín, antiguo miembro de la facultad.
- Robert Penn Warren, Premio Pulitzer de 1958 por Poemas 1954-56, Ahora y Entonces, Premio Pulitzer de 1980 por Poemas 1976-78, antiguo miembro de la facultad.
- W.D. Snodgrass, Premio Pulitzer de 1960 por Aguja del Corazón, BA, 1949; MA, 1951; MFA, 1953.
- John Berryman, Premio Pulitzer de 1965 por 77 Canciones de Sueños, antiguo miembro de la facultad.
- Donald Justice, Premio Pulitzer de 1980 por Poemas Selectos, alumnos y antiguo miembro de la facultad.
- Carolyn Kizer, Premio Pulitzer de 1985 por Yin, antiguo miembro de la facultad.
- Rita Dove, Premio Pulitzer de 1987 por Thomas y Beulah, MFA, 1977.
- Mona Van Duyn, Premio Pulitzer de 1991 por Cambios Cercanos, MA, Inglés, 1943.
- James Tate, Premio Pulitzer de 1992 por Poemas Selectos, MFA, 1967.
- Louise Glück, Premio Pulitzer de 1993 por El Iris Salvaje, antiguo miembro de la facultad.
- Philip Levine, Premio Pulitzer de 1995 por La Simple Verdad, MFA, 1957; antiguo miembro de la facultad.
- Jorie Graham, Premio Pulitzer de 1996 por El Sueño del Campo Unificado, MFA, Inglés, 1978; antiguo miembro de la facultad.
- Charles Wright, Premio Pulitzer de 1998 por Zodiaco Negro, MFA, 1963.
- Mark Strand, Premio Pulitzer de 1999 por Ventisca de Uno, MA, 1962; antiguo miembro de la facultad.

## Alumnos Notables
Alumnos notables del programa:
| - Daniel Alarcón - Antler (no se graduó) - Chris Adrian - Robert Antoni - Nick Arvin - Reza Aslan - Kirsten Bakis - Tom Barbash - Joshua Barkan - Emily Barton - Richard Bausch - Marvin Bell - Suzanne Berne - Clark Blaise - Robert Bly - T. Coraghessan Boyle - Kevin Brockmeier - Sarah Shun-lien Bynum - Bruce Brooks - Suzanne Buffam - Sara Caldwell - Ethan Canin - Raymond Carver (no se graduó) - John Casey - Lan Samantha Chang - G.S. Sharat Chandra - Sandra Cisneros - Joshua Clover - Peter Craig - Charles D'Ambrosio - Stephen Dobyns - Norman Dubie - Andre Dubus - Stuart Dybek - Kim Edwards - Nathan Englander - Paul Engle - Steven Erikson - Joe Frank - John Gardner - Gail Godwin | - James Crumley - Lucy Grealy - Robin Green - Debora Greger - Linda Gregerson - Allan Gurganus - Jennifer Haigh - Joe Haldeman - Ron Hansen - Kent Haruf - Kathryn Harrison - Adam Haslett - A.M. Homes - Pai Hsien-yung - James Hynes - John Irving - Jeremy Jackson - Mark Jarman - Gish Jen - Denis Johnson - Jesse Lee Kercheval - Galway Kinnell - Suji Kwock Kim - William Lashner - Katy Lederer - Larry Levis - Yiyun Li - Paul Lisicky - William Logan - David Wong Louie - Thomas Lux - Haki R. Madhubuti - Elizabeth McCracken - David Milch - Leslie Adrienne Miller - Dow Mossman - Bharati Mukherjee - John Murray - Thisbe Nissen - Alice Notley | - Flannery O'Connor - Thomas O'Malley - Chris Offutt - Peter Orner - Julie Orringer - ZZ Packer - Ann Patchett - Bob Perelman - Aimee Phan - Jayne Anne Phillips - Lia Purpura - Srikanth Reddy - Lewis Robinson - Matthew Rohrer - Leonard Schrader - Bob Shacochis - Curtis Sittenfeld - David Shields - Jim Simmerman - Richard G. Stern - Robert Sward - Anthony Swofford - Edilberto K. Tiempo - Danielle Trussoni - Lewis Turco - Justin Tussing - Chase Twichell - Michael Tyrell - Brady Udall - W.D. Valgardson - Jennifer Vanderbes - Abraham Verghese - Margaret Walker - Barrett Watten - John Edgar Wideman - Elly Welt - Joy Williams - Sam Witt |

## Facultad
A lo largo de los años, miembros de la facultad, permanentes e invitados, han incluido a escritores de ficción y poetas, incluyendo:

### Escritores de ficción
Mike Anderson, Madison Smartt Bell, Vance Bourjaily, T. Coraghessan Boyle, Kevin Brockmeier, Ethan Canin, Edward Carey, John Casey, John Cheever, Frank Conroy, Robert Coover, Charles D'Ambrosio, Nicholas Delbanco, Stuart Dybek, Deborah Eisenberg, Tony Eprile, Judith Grossman, Barry Hannah, Ron Hansen, Adam Haslett, James Hynes, Thom Jones, Margot Livesey, Paule Marshall, Elizabeth McCracken, James Alan McPherson, Bharati Mukherjee, Chris Offutt, ZZ Packer, Francine Prose, Marilynne Robinson, Philip Roth, James Salter, Bob Shacochis, Scott Spencer, Elizabeth Tallent, Barry Unsworth, Jennifer Vanderbes, Kurt Vonnegut, Joy Williams, Meg Wolitzer, y Richard Yates.

### Poetas
Simon Armitage, John Ash, Marvin Bell, Ted Berrigan, John Berryman, Gillian Conoley, Mark Doty, Lynn Emanuel, Paul Engle, Kathleen Fraser, James Galvin, Forrest Gander, Louise Glück, Jorie Graham, Robert Hass, Lyn Hejinian, Brenda Hillman, Anselm Hollo, Donald Justice, Claudia Keelan, Galway Kinnell, Carolyn Kizer, August Kleinzahler, Sukrita Paul Kumar, Ann Lauterbach, Mark Levine, Larry Levis, Robert Lowell, Thomas Lux, Jack Marshall, Heather McHugh, Sandra McPherson, Bob Perelman, Carl Phillips, Claudia Rankine, Donald Revell, Mary Ruefle, Tom Sleigh, Gerald Stern, Mark Strand, Robert Sward, Cole Swensen, James Tate, Susan Wheeler, Emily Wilson, C.D. Wright, y Dean Young.